# Amphiblemma
Genre
Amphiblemma est un genre de plantes à fleurs de la famille des Melastomataceae dont les espèces sont originaires des forêts d'Afrique.

## Liste des espèces
Selon Catalogue of Life (21 novembre 2017) :
- Amphiblemma amoenum H. Jacques-Felix
- Amphiblemma ciliatum Cogn.
- Amphiblemma cuneatum Jacques-Felix
- Amphiblemma cymosum (Schrad. & Wendl.) Naud.
- Amphiblemma gossweileri Exell
- Amphiblemma hallei Jacques-Felix
- Amphiblemma heterophyllum Jacques-Felix
- Amphiblemma lanceatum Jacques-Felix
- Amphiblemma letouzeyi Jacques-Felix
- Amphiblemma mildbraedii Gilg ex Engl.
- Amphiblemma molle Hook. fil.
- Amphiblemma monticola H. Jacques-Félix
- Amphiblemma mvensis M.E.Leal
- Amphiblemma setosum Hook. fil.
- Amphiblemma soyauxii Cogn.